# Heterogastridiales
Heterogastridiales é uma ordem de fungos da classe Microbotryomycetes do filo Basidiomycota. Esta ordem contém uma única família, Heterogastridiaceae, a qual por sua vez engloba quatro géneros e sete espécies. Tanto a família como a ordem foram circunscritas em 1990.